# Qi Weiwang
Qi Weiwang werd in 357 v.Chr. heerser van de staat Qi tijdens de Periode van de Strijdende Staten. Hij voerde belangrijke economische hervormingen door. De ontginning van de nieuw land en de rijkdom van de inwoners werden bevorderd. Bedrog, onderproductie en omkoping werden zwaar bestraft. Qi Weiwang stelde Zhou Ji als eerste minister aan. Door Sun Bin aan het hoofd van het leger te stellen werd de basis gelegd voor de militaire overwinningen op de staat Wei.